# Wiedemannia glacicola
Wiedemannia glacicola är en tvåvingeart som beskrevs av Wagner 1985. Wiedemannia glacicola ingår i släktet Wiedemannia och familjen dansflugor.
Artens utbredningsområde är Frankrike. Inga underarter finns listade i Catalogue of Life.